# 吳鶯音

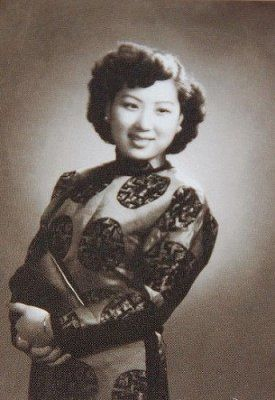
吳鶯音

吳鶯音（原名吳劍秋，1922年11月30日—2009年12月17日）1940年代上海影星、歌星，有「鼻音歌后」之稱；抗战胜利后出道，后赴香港发展，后世将吳鶯音與白虹、白光、龔秋霞、李香蘭、姚莉和周璇合稱「七大歌星」，紅極一時。

## 生平
吳鶯音祖籍浙江宁波，1922年生於上海。文革時被當作間諜批鬥。1984年舉家移居美國洛杉磯。1992年起，吳鶯音在香港、台灣、新加坡、馬來西亞和加拿大等地演唱。2000年，在香港紅磡體育館舉行告別演唱會。2004年，帶病在新加坡表演。2009年12月17日於洛杉磯病逝，享壽87歲。

## 作品
1949年憑《我想忘了你》一舉成名。經典作品有《大地回春》、《斷腸紅》、《好春宵》、《春光無限好》、《我有一段情》、《恨不鍾情在當年》、《明月千里寄相思》（电影《暹罗之恋》的背景音乐之一）等。